# Centrale idroelettrica di Giais
La centrale idroelettrica di Giais è un impianto idroelettrico dismesso situato nel comune di Aviano.
L'impianto entrò in servizio nel 1908 e fu dismesso nel 1988, insieme alle centrali di Malnisio e del Partidor.

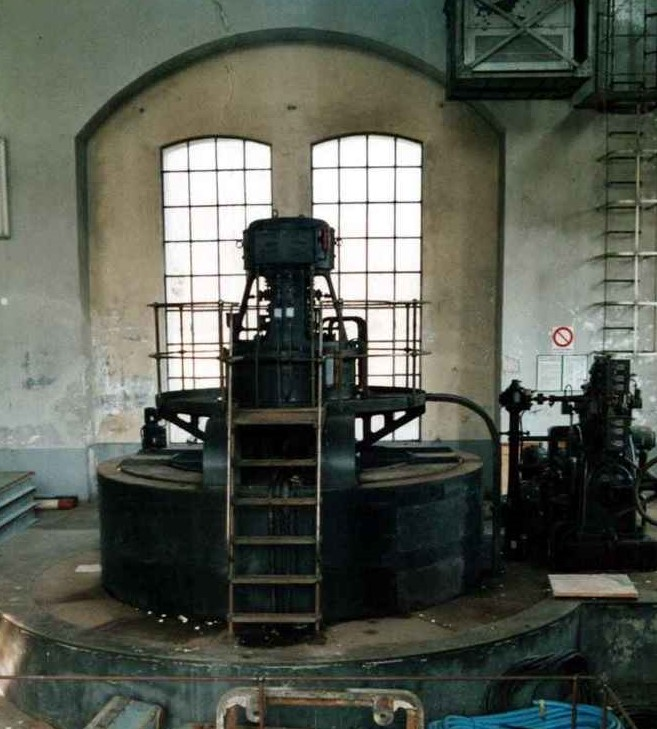
l'alternatore del gruppo 2 installato negli anni '30

## Storia

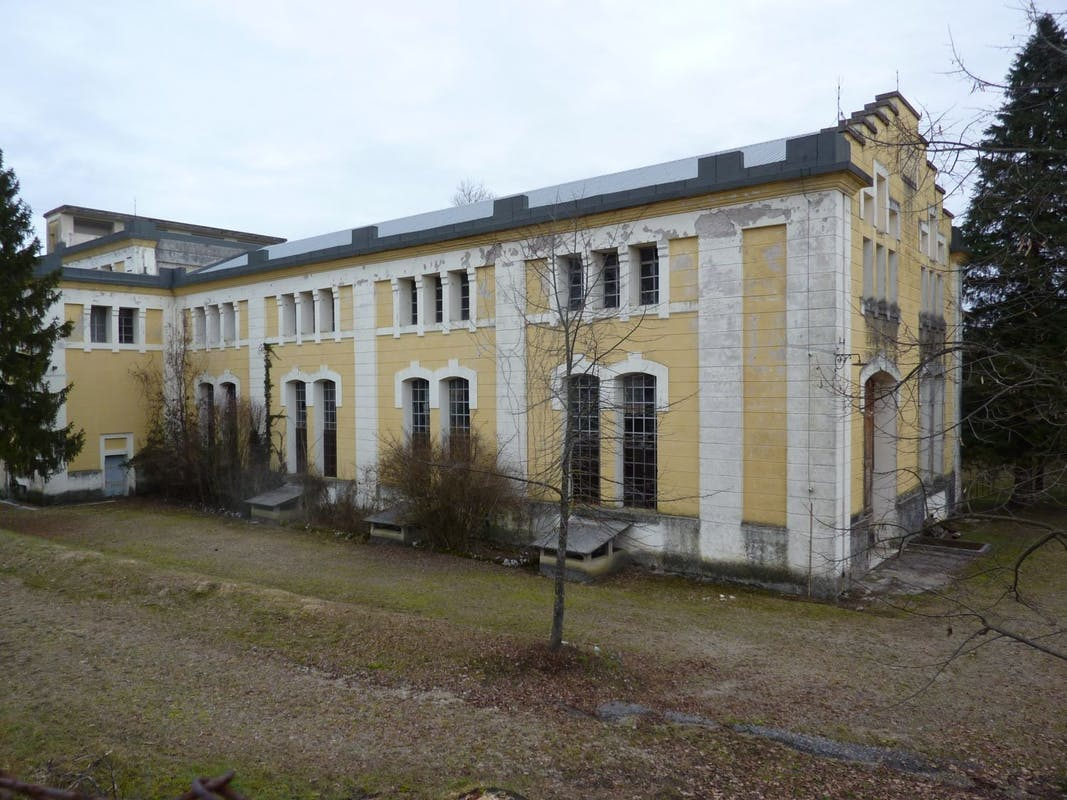
Lo stabile

La centrale di Giais, insieme alla centrale di Malnisio, era parte di un più grande progetto per lo sfruttamento del torrente Cellina.
La costruzione, iniziata nel 1905 e finita nel 1908 (come indicato sul frontone), comprendeva anche due edifici, adibiti per il personale.
Nonostante i macchinari elettrici furono installati solo nel 1910, la centrale entrò in servizio provvisorio già nel 1908, utilizzando il quarto gruppo generatore di Malnisio (gruppo "D"), che venne fatto funzionare per circa 2 anni nella nuova centrale, prima di ritornare a Malnisio. 
Fino alla dismissione la centrale, grazie a una linea elettrica di quasi 50 chilometri, forniva alla città di Udine preziosa elettricità.
La centrale è stata dismessa, insieme alla centrale del Partidor, il 10 maggio 1988.
Dalla dismissione la centrale e gli edifici circostanti sono abbandonati.

## Caratteristiche tecniche
La centrale disponeva inizialmente di due turbine di tipo Francis costruite dalla società Riva-Monneret e di due alternatori Öerlikon, con tensione di 30000 V . Negli Anni '30, a seguito di fessurazioni nelle turbine legati a colpi d'ariete, i gruppi turbine e generatori furono sostituiti da due gruppi ad asse verticale e con scarichi sincroni.

## Posizione
La centrale si trova nelle campagne di Aviano. Nelle vicinanze si trova il ponte della ferrovia Sacile-Pinzano, mentre verso le montagne è stata realizzata una pista ciclabile.